# Justin Prentice
Justin Prentice, född 25 mars 1994 i Nashville, är en amerikansk skådespelare. Han är mest känd för sin roll som Bryce Walker i Netflix-serien Tretton skäl varför (13 Reasons Why).

## Filmografi

### TV
| År        | Titel               | Roll           | Anmärkningar                  |
| --------- | ------------------- | -------------- | ----------------------------- |
| 2010      | Criminal Minds      | Ryan Krouse    | Avsnitt: "Risky Business"     |
| 2010      | Melissa & Joey      | Brett          | Avsnitt: "In Lennox We Trust" |
| 2010      | The Middle          | Tonårskille    | Avsnitt: "Halloween"          |
| 2011      | Victorious          | Ariels pappa   | Avsnitt: "Wok Star"           |
| 2011      | iCarly              | Brad           | 2 avsnitt                     |
| 2011      | Suburgatory         | Joey           | Avsnitt: "The Barbecue"       |
| 2012      | Marvin Marvin       | Cliff Drill    | Avsnitt: "Pilot"              |
| 2012–2013 | Malibu Country      | Cash Gallagher | Huvudroll                     |
| 2013      | The Legend of Korra | Jaya (röst)    | 2 avsnitt                     |
| 2014      | NCIS                | Michael Fox    | 2 avsnitt                     |
| 2015      | Glee                | Darrell        | 2 avsnitt                     |
| 2015      | NCIS: New Orleans   | Ung Cade       | Avsnitt: "You'll Do"          |
| 2015      | Castle              | Scott Powell   | Avsnitt: "PhDead"             |
| 2015      | The Mindy Project   | Eric           | Avsnitt: "Road Trip"          |
| 2015      | CSI: Cyber          | Carter Harris  | Avsnitt: "iWitness"           |
| 2015–2016 | iZombie             | Brody Johnson  | 2 avsnitt                     |
| 2016      | Awkward             | Patrick        | 5 avsnitt                     |
| 2016      | Those Who Can't     | Bryce          | 4 avsnitt                     |
| 2017–2020 | 13 Reasons Why      | Bryce Walker   | Huvudroll                     |
| 2017      | Preacher            | Tyler          | 3 avsnitt                     |